# Онигбинде, Фестус
Фестус Онигбинде (англ. Festus Onigbinde; родился 5 марта 1938 года в Осуне, Нигерия) — нигерийский футбольный тренер, возглавлявший сборную Нигерии на чемпионате мира по футболу в 2002 году.

## Карьера
Первый опыт работы с национальной сборной Онигбинде получил в 1982—1984 годах. В 1984 году вывел сборную Нигерии на кубок африканских наций, на котором сборная дошла до финала, где уступила Камеруну. После успеха команды на кубке африканских наций покинул её и стал работать с местными футбольными клубами. В дальнейшем занимал различные посты в ФИФА, несколько лет являлся консультантом национальной сборной Тринидада и Тобаго. В конце 2001 года вернулся в Нигерию и стал техническим директором футбольной ассоциации Нигерии. В 2002 году вновь стал главным тренером национальной сборной, сменив на этом посту Шайбу Амоду после кубка африканских наций (на котором Нигерия заняла 3-е место). Онигбинде стал причастен к худшему выступлению Нигерии на чемпионатах мира за всю историю. Команда, не одержав ни одной победы на полях Кореи и Японии в 2002 году, покинула турнир после группового раунда. После чемпионата мира он вернулся на пост технического директора футбольной федерации.